# Nota di credito
Una nota di credito è un documento, emesso da un soggetto passivo IVA, per rettificare (stornare totalmente o parzialmente) importi precedentemente fatturati ad un cliente. 

## Caratteristiche
Nella pratica, accade che alcuni articoli venduti, consegnati e fatturati risultino non conformi; tuttavia, nel caso sia già stata emessa e registrata in contabilità una fattura, l'azienda cliente non può semplicemente restituire la merce giudicata non accettabile, in quanto la fattura esplicita la quantità di merce effettivamente venduta e sulla quale gravano tributi vari. L'azienda fornitrice, una volta informata dall'azienda cliente, provvederà alla verifica della situazione e all'eventuale emissione della nota di credito, documento che permetterà all'azienda cliente di stornare parte della merce già fatturata, insieme al relativo importo iscritto nei libri contabili e l'IVA.
Medesime osservazioni valgono nel caso di correzioni per prestazioni di servizi o esecuzione lavori, in genere per qualsiasi tipologia contrattuale applicabile.
Uno dei principali utilizzi della nota di credito è di permettere lo storno di resi da parte del cliente che aveva precedentemente ricevuto una fattura emessa dal fornitore. Il cliente contesta la fattura e, una volta che il fornitore riconosce la non conformità del prodotto o della fornitura, riceve la nota di credito.
Un altro degli scopi per cui si emette una nota di accredito è per quelle situazioni in cui è il fornitore a dover pagare il cliente (e, non viceversa che è la normalità) come succede quando si concedono premi sulle vendite, abbuoni per precedenti forniture non conformi, lavorazioni di riparazione eseguite dal cliente su prodotti venduti dal fornitore, ecc. Oppure quando il reso è eseguito dal cliente o accettato/registrato dal fornitore successivamente all'emissione della fattura relativa alla fornitura oggetto di contestazione. Infatti, nel periodo in cui la fornitura non è ancora stata fatturata/contabilizzata ma viene contestata, le due parti (una volta confermata la non conformità) si possono accordare di rettificare nella fattura ancora da emettere: in questo caso non servirà alcuna nota di accredito successiva.
La nota di credito è del tutto analoga ad una fattura solo che deve essere esplicitamente denominata in testata "nota di accredito" (mentre non è obbligatorio utilizzare un sezionale di numerazione specifico). Nel corpo occorre riportare gli estremi della contestazione (fattura stornata, bolla di reso, eventuale documento di reclamo o non conformità). Anche il riportare la cifra (da stornare) in negativo è del tutto inutile una volta che il documento è ben identificato nell'oggetto.
La nota di credito è emessa anche per sanare errori logistici: errata quantità (effettiva vs documentata) o scambio di articoli (idem per attività o servizi): lo scostamento è in aumento della base imponibile corretta (ovvero discordanza negativa), per questo occorre una fattura che lo riduca (al limite una nota di accredito può annullare l'importo intero precedentemente fatturato al cliente). Più banalmente, si emette nota di accredito in caso di errori materiali nella fattura da stornare (errata intestazione o anagrafica, ecc.). Il cliente potrebbe accettare il reintegro della merce non consegnata (ma fatturata) invece della nota di accredito.
Il funzionamento è il medesimo quando il cliente è un privato (persona fisica, fuori da attività professionale).